# غدب متصعد
غدب متصعد (باللاتينية: Scrophularia hypsophila ) هو نوع نباتي يتبع جنس الغدب من الفصيلة الغدبية.